# عليك عيوني (ألبوم)
ليالى الحب هو الالبوم الثاني للفنانه اللبنانية سيرين عبد النور، تم إصداره عام 2006 من إنتاج شركة روتانا للصوتيات والمرئيات، وهو ثاني البوم يجمع بين سيرين عبد النور وشركة روتانا.

## قائمة الأغاني
- اضحك حبيبي - 04:09
- اعيشها لمين - 03:40
- بحلم بيك - 03:47
- شو عامل فيا - 03:46
- عليك عيوني - 04:13
- لو بص ف عيني - 04:07
- وأنت غايب عني – 04:36
- ولاكلمه - 03:41